# پیمان حسینی
پیمان حسینی (زاده ۱۶ فوریهٔ ۱۹۸۴ در لرگان) بازیکن فوتبال ساحلی اهل ایران و دروازه‌بان تیم ملی فوتبال ساحلی ایران است.
از وی به عنوان بهترین دروازه‌بان آسیا و یکی از بهترین دروازه‌بانان جهان یاد می‌شود.
وی در جام جهانی ۲۰۱۷ موفق به کسب عنوان دست کش طلای مسابقات شد.
حسینی تا کنون افتخارات زیادی از جمله یک قهرمانی در مسابقات بین قاره‌ای، مقام سومی جام جهانی ۲۰۱۷، دو قهرمانی در جام ملت‌های آسیا و بازی‌های آسیایی همراه تیم ملی فوتبال ساحلی ایران کسب کرده‌است.
وی که بهترین دروازه‌بان جام‌ملت‌های آسیا ۲۰۱۵ شده‌است در سال ۲۰۱۴ نیز یکی از سه کاندید نهایی عنوان بهترین دروازه‌بان جهان بود.
حسینی در جریان جام جهانی ۲۰۱۵ پرتغال، در بازی مقابل مکزیک دچار شکستگی از ناحیهٔ سر شد ولی بازی را ادامه داد. این اقدام وی موجب تمجید سایت فیفا از او شد.
پیمان حسینی در جام جهانی فوتبال ساحلی ۲۰۱۷ به عنوان بهترین دروازه‌بان جهان شناخته و برنده دستکش طلا از این دوره از رقابت‌ها شد.
او همچنین در همان دوره و همان سال (جام جهانی ۲۰۱۷ باهاما) جایزه بهترین گل مسابقات را از آن خود کرد.
همچنین در اکتبر سال ۲۰۱۹ (مهر ۱۳۹۸)  مجله فرانس فوتبال ، از پیمان حسینی به عنوان یکی از ۱۰ اسطوره تاریخ این رشته نام برد .